# Stuart Dallas
Stuart Alan Dallas (Cookstown, 19 de abril de 1991) é um ex-futebolista profissional norte-irlandês que atuava como lateral-direito.

## Carreira
Stuart Dallas fez parte do elenco da Seleção Norte-Irlandesa de Futebol da Eurocopa de 2016.
Se aposentou do futebol em 10 de abril de 2024, após uma batalha de dois anos contra uma lesão.

## Títulos
Crusaders
- Copa da Liga da Irlanda do Norte: 2011–12
- Setanta Sports Cup: 2012

Leeds United
- EFL Championship: 2019–20